# Slowly We Rot
Slowly We Rot – pierwszy album amerykańskiej grupy deathmetalowej Obituary. Wydawnictwo ukazało się 14 czerwca 1989 roku nakładem Roadracer Records. Nagrania zostały zarejestrowane w Morrisound Recording w Tampie w stanie Floryda we współpracy z producentem muzycznym Scottem Burnsem.

## Lista utworów
Opracowano na podstawie materiału źródłowego.
1. „Internal Bleeding” (muz. Obituary, sł. Tardy) – 3:01
2. „Godly Beings” (muz. Obituary, sł. Tardy) - 1:55
3. „'Til Death” (muz. Obituary, sł. Tardy) – 3:56
4. „Slowly We Rot” (muz. Obituary, sł. Tardy) – 3:36
5. „Immortal Visions” (muz. Obituary, sł. Tardy) – 2:25
6. „Gates to Hell” (muz. Obituary, sł. Tardy) – 2:49
7. „Words of Evil” (muz. Obituary, sł. Tardy) – 1:55
8. „Suffocation” (muz. Obituary, sł. Tardy) – 2:35
9. „Intoxicated” (muz. Obituary, sł. Tardy) – 4:40
10. „Deadly Intentions” (muz. Obituary, sł. Tardy) – 2:09
11. „Bloodsoaked” (muz. Obituary, sł. Tardy) – 3:11
12. „Stinkupuss” (muz. Obituary, sł. Tardy) – 2:59

## Twórcy
Opracowano na podstawie materiału źródłowego.

- John Tardy – śpiew, zdjęcia, miksowanie
- Allen West – gitara prowadząca
- Trevor Peres – gitara rytmiczna
- Daniel Tucker – gitara basowa
- Donald Tardy – perkusja, miksowanie
- Jerome Grable – gitara basowa w utworach 13 oraz 14
- Scott Burns – inżynieria dźwięku, miksowanie, produkcja muzyczna
- Monte Conner - producent wykonawczy
- Mike Fuller - mastering
- Tim Hubbard - zdjęcia
- Rob Mayworth - oprawa graficzna

## Wydania
| Rok  | Nr katalogowy | Format | Wytwórnia          | Kraj              |
| ---- | ------------- | ------ | ------------------ | ----------------- |
| 1989 | RC 9489       | LP     | Roadracer Records  | Stany Zjednoczone |
| 1989 | RO 9489-2     | CD     | Roadracer Records  | Stany Zjednoczone |
| 1989 | RCD 9489      | CD     | Roadracer Records  | Stany Zjednoczone |
| 1989 | RO 9489-1     | CD, LP | Roadracer Records  | Stany Zjednoczone |
| 1989 | RO 9489-1     | LP     | Roadracer Records  | Holandia          |
| 1997 | RR 8768-2     | CD     | Roadrunner Records | Stany Zjednoczone |
| 1997 | RRCAR 8360-1  | CD, LP | Roadrunner Records | Holandia          |